# Ozoir-le-Breuil
Ozoir-le-Breuil is een plaats en voormalige gemeente in het Franse departement Eure-et-Loir in de regio Centre-Val de Loire en telt 399 inwoners (1999). De plaats maakt deel uit van het arrondissement Châteaudun.

## Geschiedenis
Ozoir-le-Breuil is op 1 januari 2017 gefuseerd met de gemeenten Civry, Lutz-en-Dunois en Saint-Cloud-en-Dunois tot de gemeente Villemaury. 

## Geografie
De oppervlakte van Ozoir-le-Breuil bedraagt 22,5 km², de bevolkingsdichtheid is 17,7 inwoners per km².
De onderstaande kaart toont de ligging van Ozoir-le-Breuil met de belangrijkste infrastructuur en aangrenzende gemeenten.

## Demografie
Onderstaande figuur toont het verloop van het inwonertal (bron: INSEE-tellingen).